# Posrednička diplomatija
U diplomatiji i međunarodnim odnosima, šatl ili posrednička diplomatija je akcija spoljašnje stranke koja služi kao posrednik između (ili među) pretpostavljenih u sporu, bez neposrednog kontakta između pretpostavljenih. Prvobitno i obično, proces podrazumeva uzastopno putovanje ("shuttling") od posrednika, od radne lokacije jednog pretpostavljenog do onog drugog.
Termin je prvi put primenjen kako bi opisao napore američkog državnog sekretara Henrija Kisindžera, počevši od 5. novembra 1973. godine , koji je olakšao prestanak neprijateljstava nakon Jomkipurskog rata.
Pregovarači često koriste šatl diplomatiju kada jedan ili oba pretpostavljena odbijaju priznavanje drugog pre međusobno poželjnih pregovora.
Medijatori su takođe usvojili termin "šatl diplomatija".

## Primeri
Kisindžer je nastavio da učestvuje u šatl diplomatiji na Bliskom istoku tokom uprave Niksona i Forda (1969-1977); to je rezultiralo sporazumom iz Sinaja (1975) i aranžmanima između Izraela i Sirije na Golanskim visinama (1974). Termin je postao široko rasprostranjen tokom službe Kisindžera kao državnog sekretara.
Turska je sprovela šatl diplomatiju, često uključujući Izrael: Turska je bila najbliži saveznik Izraela u muslimanskom svetu, a neke arapske zemlje (posebno Sirija, koja ima zajedničke granice s Turskom i sa Izraelom) bile su podložne Turskoj, sa svojom muslimanskom većinskom populacijom. Još jedan primer je između Rusije i Gruzije 2008. godine.

## Vidi dalje
- Sekundarni put
- Sekundarna diplomatija